# Tentudía
Tentudía és una comarca d'Extremadura situada a la província de Badajoz. El cap comarcal és Fuente de Cantos, ocupa una extensió de 1283 km² i té una població de prop de 25.000 habitants.

## Municipis
- Bienvenida
- Bodonal de la Sierra
- Cabeza la Vaca
- Calera de León
- Fuente de Cantos
- Fuentes de León
- Monesterio
- Montemolín
- Segura de León